# Angereb
L'Angereb est un sous-affluent du Nil qui traverse le Soudan et l'Éthiopie par l'Atbara.

## Géographie
La rivière prend sa source au nord de Gondar puis va se jeter à l'ouest dans l'Atbara.
Le barrage d'Angereb barre la rivière depuis 1986.